# Mario Been
Mario Been (* 11. Dezember 1963 in Rotterdam, Südholland) ist ein niederländischer Fußballtrainer und ehemaliger Profispieler.

## Karriere als Spieler
Am 5. September 1982 gab Been sein Profidebüt in der Ehrendivision für Feyenoord Rotterdam beim 1:0-Sieg gegen NEC Nijmegen. Nach 53 Toren in 137 Spielen für Feyenoord wechselte er im Juli 1988 in die italienische Serie B zu Pisa Calcio. Im Oktober 1990 ging Been zurück in die Ehrendivision zu Roda Kerkrade, das er nach der Saison 1990/91 verließ und zum SC Heerenveen wechselte. Nach einer Saison in Heerenveen spielte Mario Been in der Saison '92/'93 in der österreichischen Bundesliga für den FC Wacker Innsbruck, um schließlich seine Profi-Karriere bei Excelsior Rotterdam im Oktober 1995 zu beenden.

## Karriere als Trainer
Zwischen 2000 und 2004 war Mario Been Co-Trainer bei Feyenoord Rotterdam unter Bert van Marwijk. Im Sommer 2004 wurde er Cheftrainer des damaligen niederländischen Zweitligisten Excelsior Rotterdam. Im Jahr 2006 schaffte der Verein mit dem ersten Platz der Eerste Divisie den Aufstieg in die Ehrendivision. Ab der Saison 2006/07 war Been Cheftrainer des NEC Nijmegen und erreichte den zehnten Platz beim Einstiet, und ein Jahr später mit dem achten Tabellenplatz die UEFA-Pokal-Teilnahme. In der Saison 2009/10 war er Trainer bei Feyenoord Rotterdam. Nachdem Feyenoord in der Saison 2010/11 mit Platz zehn das internationale Geschäft verpasst hatte, meuterten die Spieler während der Vorbereitung auf die neue Saison gegen Been. Bei einer internen Abstimmung sprachen sich 13 von 18 Aktiven gegen den Trainer aus, der daraufhin aus seinem laufenden Vertrag ausstieg. Ende August erhielt er einen Vertrag beim belgischen Meister KRC Genk, bei dem er die Nachfolge von Franky Vercauteren antrat.
Am 24. Februar 2014 wurde Been entlassen, da die Clubführung die Qualifikation für die Europa League in Gefahr sah. Anschließend arbeitete er für einen Fernsehsender als Analyst der Eredivisie, ehe er im August 2016 als Assistenztrainer von Dick Advocaat zum türkischen Erstligisten Fenerbahçe Istanbul ging.

## Erfolge
- als Spieler:
  - 1984: Meister und KNVB-Pokal-Sieger mit Feyenoord.
  - 1984: Goldener Schuh für das größte Talent.
  - 1988: Mitropapokal mit Pisa Calcio (nach 3:0 im Finale gegen Váci Izzó aus Ungarn).
  - 1990: Aufstieg in die italienische Serie A mit Pisa Calcio.

- als Trainer:
  - 2002: Uefa Cup mit Feyenoord (nach 3:2 im Finale gegen Borussia Dortmund) als Co-Trainer.
  - 2006: Aufstieg in die Eredivisie mit Excelsior Rotterdam als Cheftrainer, nach Meisterschaft in der Eersten Divisie.
  - 2008: Qualifikation über die Play-offs für den UEFA-Cup mit Nijmegen, nach Platz 8 in der Saison 2007/08.
  - 2009: Erreichen des KNVB-Pokalendspiel mit Feyenoord im Klassiker gegen Ajax Amsterdam.